# Route 204 (Québec)
Pour les articles homonymes, voir Route 204.
La route 204 (R-204) est une route régionale québécoise d'orientation est / ouest située sur la rive-sud du fleuve Saint-Laurent. Elle dessert les régions administratives de l'Estrie et de Chaudière-Appalaches.

## Tracé
La route 204 débute avec une orientation nord-est / sud-ouest à Lac-Mégantic à l'intersection de la route 161. Elle longe la rivière Chaudière jusqu'à Saint-Georges et, plus à l'est, à la hauteur de Saint-Pamphile, elle bifurque vers le nord, pour atteindre Saint-Jean-Port-Joli et la rive du fleuve Saint-Laurent. Elle se termine sur la route 132 tout juste après avoir croisé l'A-20. Entre Lac-Mégantic et Saint-Pamphile, elle longe la frontière canado-américaine. Elle est une des plus longues routes secondaires du Québec avec ses 261 kilomètres de longueur.

Jusque dans les années 1970, la route 204 était connue sous le nom de la route 24 sur sa portion entre Lac-Mégantic et Saint-Pamphile alors que la portion entre Saint-Pamphile et Saint-Jean-Port-Joli était la route 26.

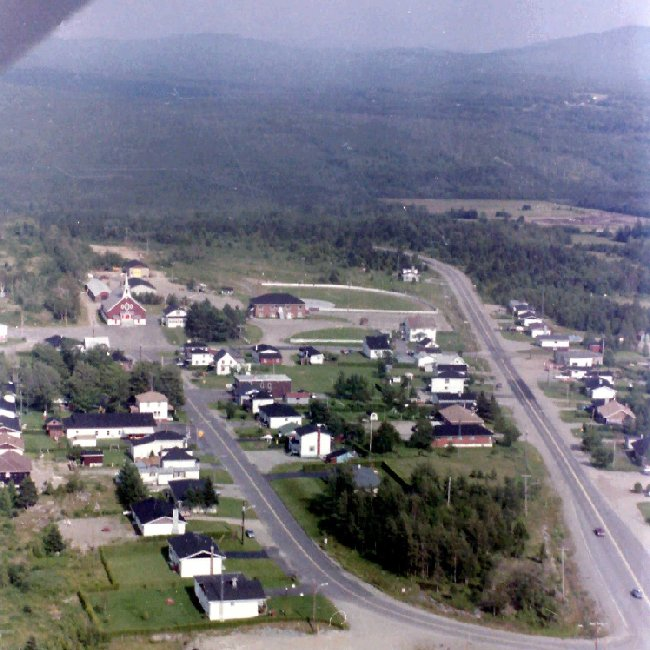
La route 204 contourne le village de Frontenac.
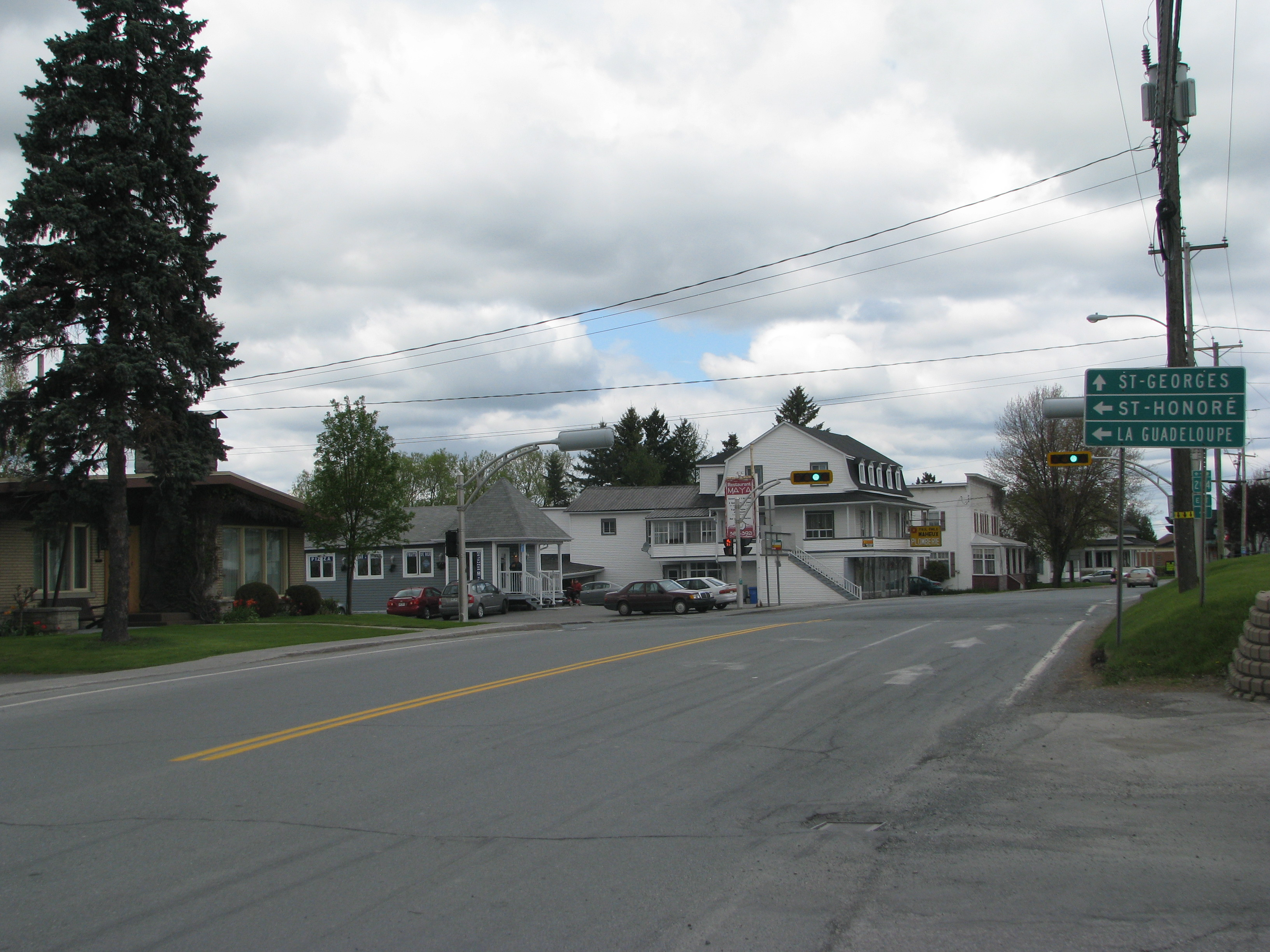
La route 204 à Saint-Martin, près de l'intersection avec la route 269.
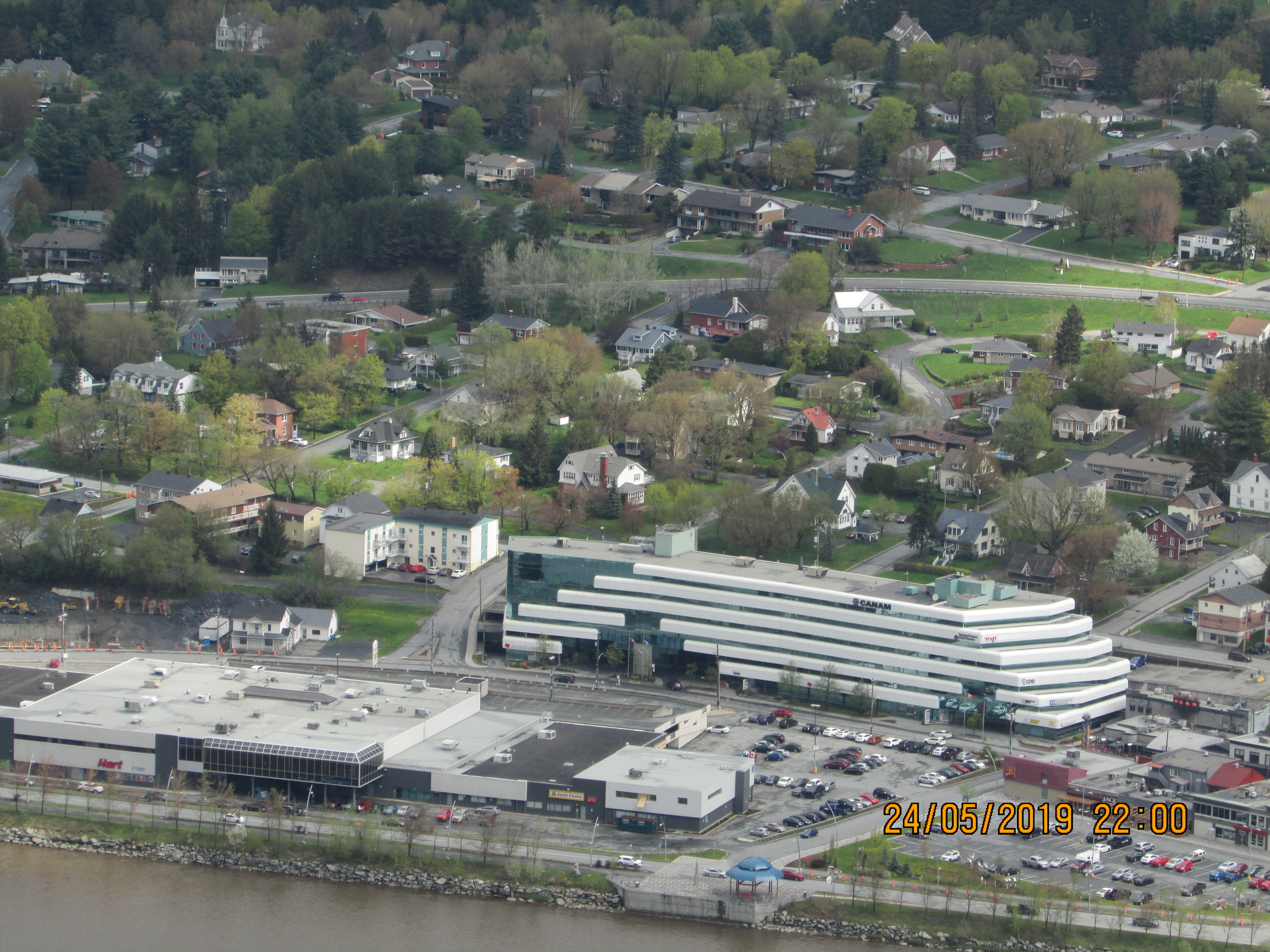
Le centre-ville de Saint-Georges avec, en arrière-plan, le boulevard Lacroix (routes 173 et 204) qui le contourne.
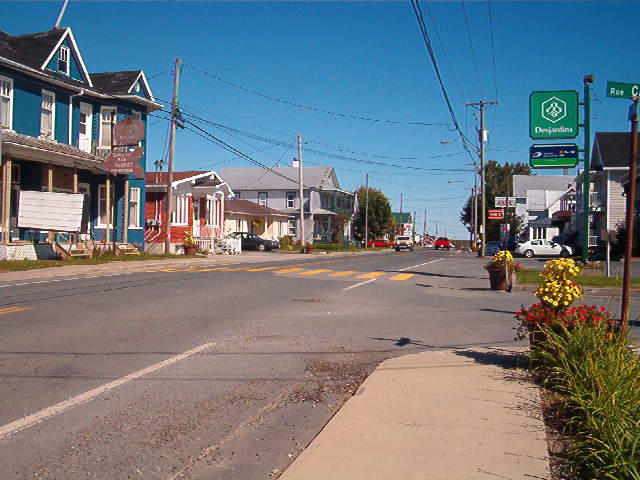
La route 204 à Saint-Camille-de-Lellis
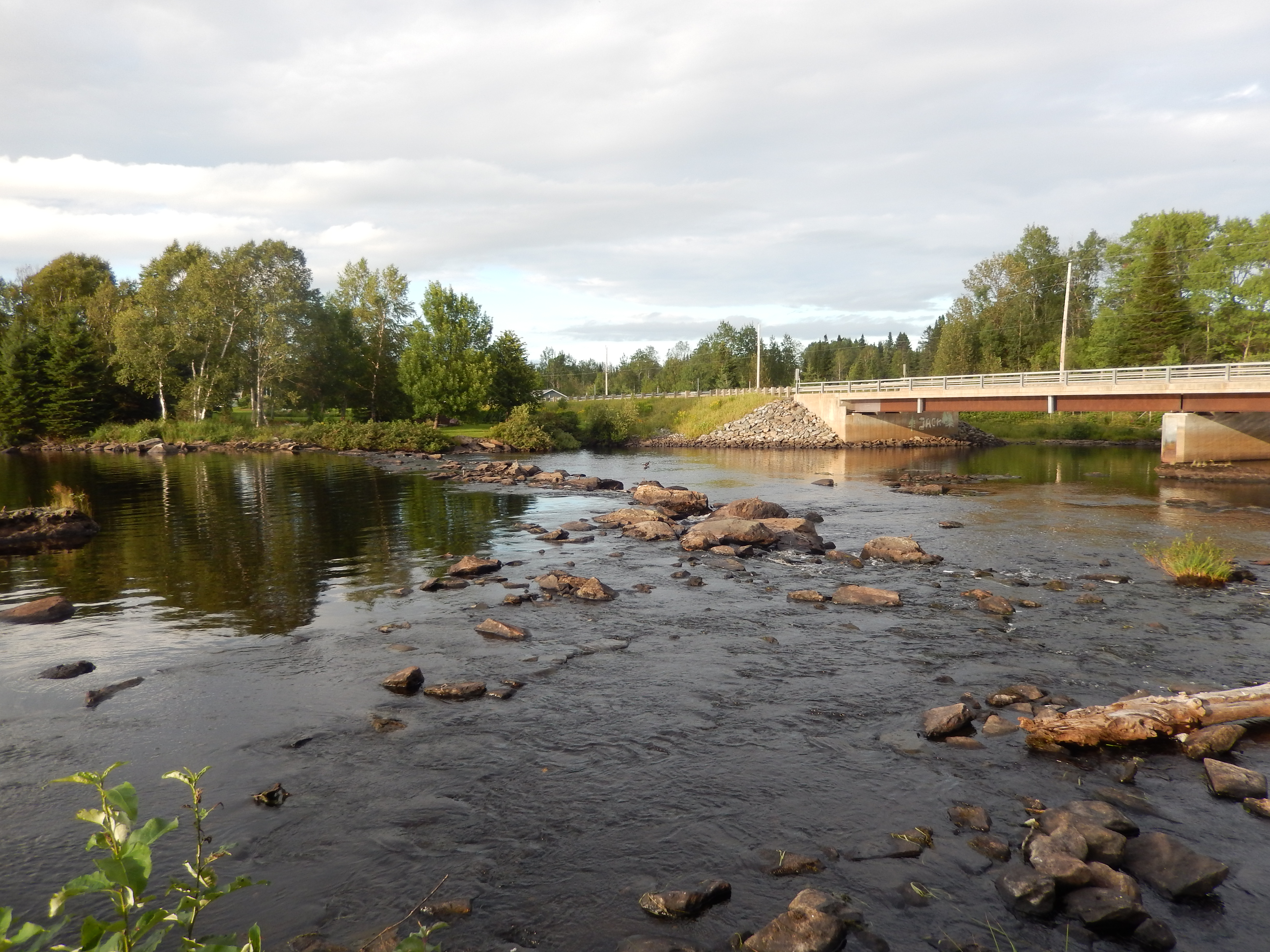
Pont sur la rivière Saint-Jean Nord-Ouest à Lac-Frontière.
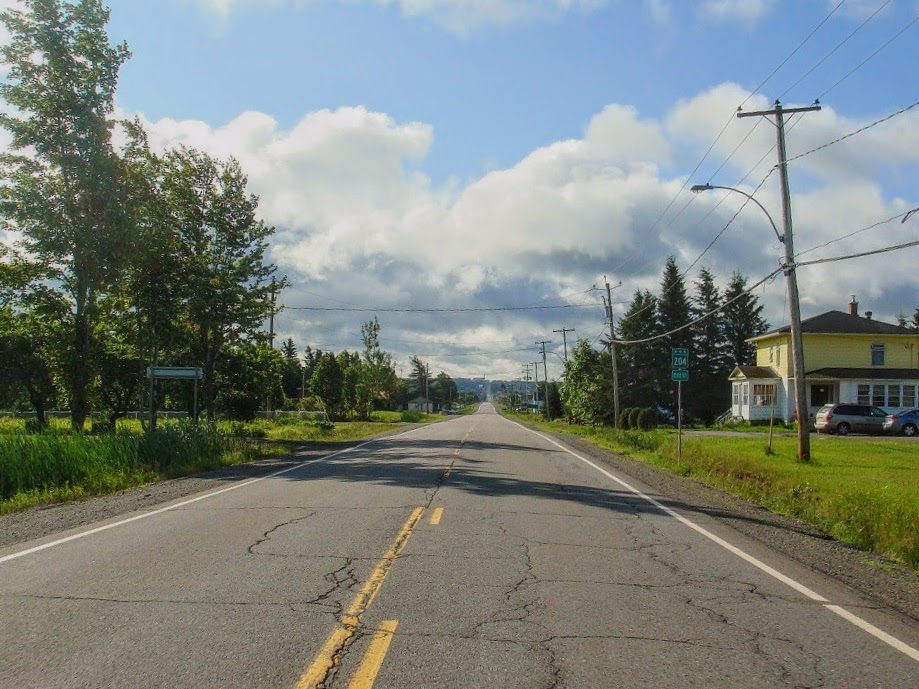
Route 204 à la sortie de Tourville.
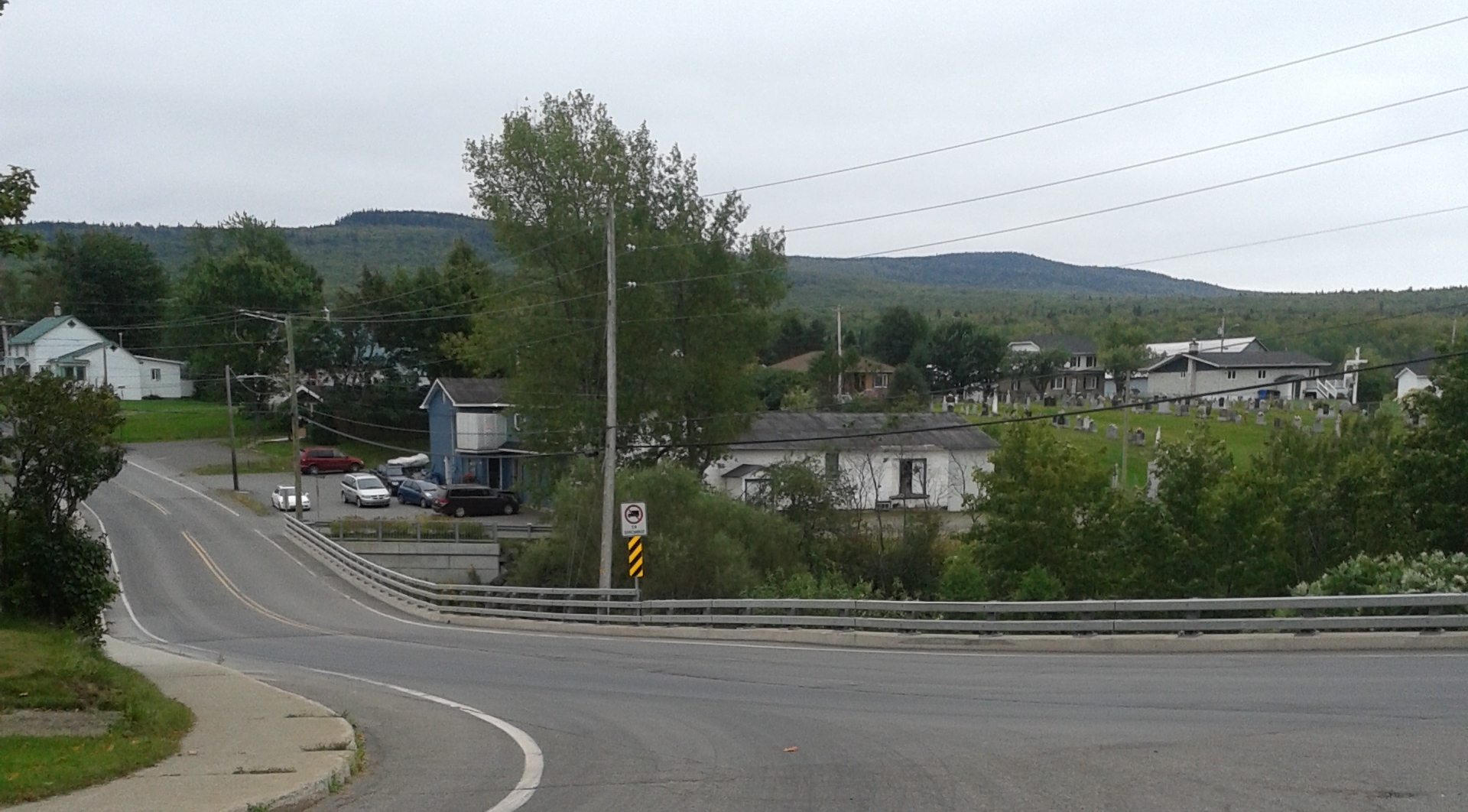
Pont sur la rivière Trois-Saumons à Saint-Damase-de-L'Islet.

### Changements de tracé
Dans les années 1990, un nouveau tronçon de 3,2km est construit à Saint-Georges. Cette nouvelle portion de la route 204 permet d'éviter la présence de trafic lourd dans les 119e, 120e et 127e rues, trois rues étroites et avec d'importantes pentes. Le nouveau tronçon commence à l'intersection de la route 173 dans l'axe de la 107e Rue et se termine dans l'axe de la 127e Rue à la hauteur de la 35e Avenue.
En 2001, les tracés des routes 204 et 283 furent légèrement modifiés dans la municipalité régionale de comté de Montmagny. En effet, à l'intersection actuelle des routes 204 et 283 à Saint-Just-de-Bretenières, la route 204 ne prenait pas la direction de l'est vers Lac-Frontière mais continuait plutôt vers le nord jusqu'au village de Saint-Fabien-de-Panet en multiplex avec la route 283, la route tournait alors vers l'est en passant dans le village de Sainte-Lucie-de-Beauregard. Quant à la route 283, elle commençait à Sainte-Lucie-de-Beauregard, traversait Lac-Frontière avant de croiser la route 204 à Saint-Just-de-Bretenières, cette partie de la route 283 fut réattribué à la route 204, le multiplex des deux routes fut réattribué à la route 283 seulement alors que la route 204 entre Saint-Fabien-de-Panet et Sainte-Lucie-de-Beauregard resta gérée par le ministère des Transports du Québec sans toutefois être numérotée.
En 2010, l'ouverture de la troisième phase de la voie de contournement de Lac-Mégantic, le boulevard Jean-Marie-Tardif, qui fait partie de la route 161, modifie l'extrémité ouest de la route, en effet le début de la route est environ deux kilomètres plus à l'est que l'ancien terminus de la route.

## Localités traversées (d'ouest en est)
Liste des municipalités dont le territoire est traversé par la route 204, regroupées par municipalité régionale de comté.

### Estrie
Le Granit
- Lac-Mégantic
- Frontenac
- Audet
- Saint-Ludger

### Chaudière-Appalaches
Beauce-Sartigan
- Saint-Gédéon-de-Beauce
- Saint-Martin
- Saint-Georges

Les Etchemins
- Saint-Prosper
- Sainte-Rose-de-Watford
- Sainte-Justine
- Saint-Camille-de-Lellis

Montmagny
- Saint-Just-de-Bretenières
- Lac-Frontière
- Sainte-Lucie-de-Beauregard

L'Islet
- Saint-Adalbert
- Saint-Pamphile
- Sainte-Perpétue
- Tourville
- Saint-Damase-de-L'Islet
- Saint-Aubert
- Saint-Jean-Port-Joli

## Intersections majeures
| MRC                     | Municipalité              | km     | Destinations                                      | Notes |
| ----------------------- | ------------------------- | ------ | ------------------------------------------------- | --- |
| Le Granit               | Lac-Mégantic              | 0,00   | R-161 – Lac-Mégantic, Sherbrooke                  | |
| Beauce-Sartigan         | Saint-Gédéon-de-Beauce    | 48,80  | R-269 sud – Saint-Théophile                       | Terminus ouest du multiplex avec la R-269                                                                                |
| Beauce-Sartigan         | Saint-Martin              | 57,70  | R-269 nord – La Guadeloupe, Saint-Honoré          | Terminus est du multiplex avec la R-269; La Guadeloupe indiqué en direction est, Saint-Honoré indiqué en direction ouest |
| Beauce-Sartigan         | Saint-Georges             | 74,00  | R-173 sud – Saint-Côme–Linière, Maine (USA)       | Terminus ouest du multiplex avec la R-173                                                                                |
| Beauce-Sartigan         | Saint-Georges             | 77,20  | R-271 nord – Saint-Benoît-Labre                   | Saint-Benoît-Labre indiqué en direction est seulement; terminus sud de la R-271                                          |
| Beauce-Sartigan         | Saint-Georges             | 78,40  | R-173 nord – Beauceville                          | Terminus est du multiplex avec la R-173                                                                                  |
| Beauce-Sartigan         | Saint-Georges             | 82,00  | A-73 nord – Québec                                | Terminus sud de l'A-73                                                                                                   |
| Les Etchemins           | Saint-Prosper             | 96,90  | R-275 – Saint-Odilon-de-Cranbourne, Saint-Prosper | |
| Les Etchemins           | Sainte-Rose-de-Watford    | 112,30 | R-277 sud – Saint-Louis-de-Gonzague               | Terminus ouest du multiplex avec la R-277                                                                                |
| Les Etchemins           | Sainte-Rose-de-Watford    | 117,40 | R-277 nord – Lac-Etchemin                         | Terminus est du multiplex avec la R-277                                                                                  |
| Les Etchemins           | Saint-Camille-de-Lellis   | 141,90 | R-281 nord – Saint-Magloire, Saint-Philémon       | Terminus sud de la R-281; Saint-Philémon indiqué en direction est seulement                                              |
| Montmagny               | Saint-Just-de-Bretenières | 155,20 | R-283 nord – Saint-Fabien-de-Panet                | Terminus sud de la R-283                                                                                                 |
| L'Islet                 | Saint-Adalbert            | 189,70 | R-285 nord – L'Islet, Saint-Marcel                | Terminus sud de la R-285                                                                                                 |
| L'Islet                 | Sainte-Perpétue           | 221,70 | R-216 ouest – Sainte-Félicité, Saint-Marcel       | Terminus est de la R-216                                                                                                 |
| L'Islet                 | Saint-Jean-Port-Joli      | 260,90 | A-20 – Rivière-du-Loup, Québec                    | Sortie 414 de l'A-20 |
| L'Islet                 | Saint-Jean-Port-Joli      | 263,90 | R-132 – La Pocatière, Montmagny                   | |
| - Terminus de multiplex |                           |        |                                                   | |